# Sân bay Dalaman

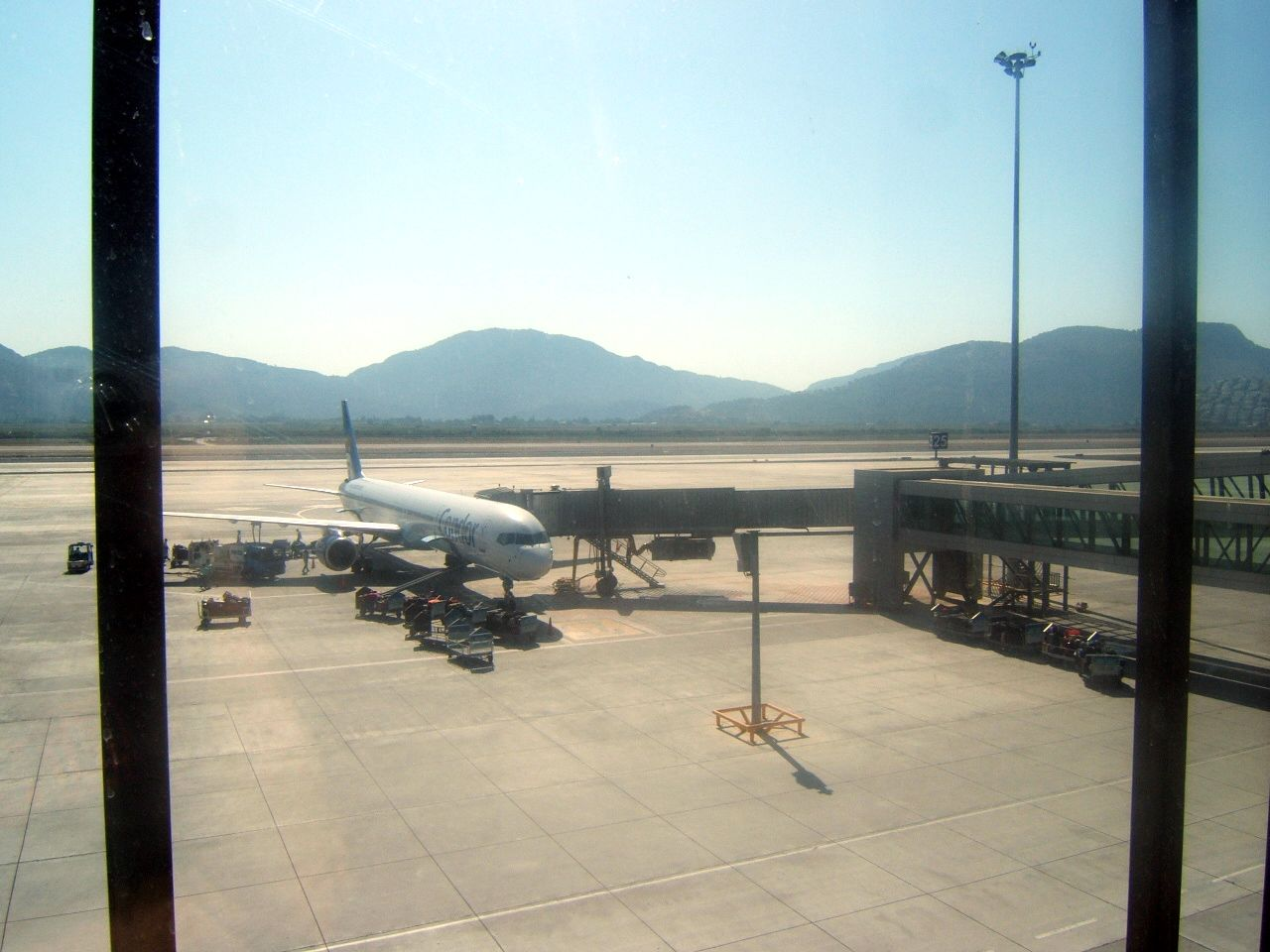
Sân bay Dalaman

Sân bay Dalaman là một sân bay quốc tế, là một trong ba sân bay ở tây nam Thổ Nhĩ Kỳ, hai sân bay kia là sân bay Milas-Bodrum và sân bay Antalya. Sân bay có hai nhà ga dành cho quốc tế và nội địa. Sân bay này phục vụ các khu vực du lịch xung quanh Dalaman. Có các tuyến bay từ sân bay này nối với các tuyến điểm ở Thổ Nhĩ Kỳ, châu Au, Bắc Mỹ và Trung Đông.
Nhà ga quốc tế mới đã được xây với kinh phí 150 triệu đô la Mỹ, là nhà ga hàng không lớn thứ ba ở Thổ Nhĩ Kỳ . Nhà ga có 12 cửa lê, trong đó 8 cửa có cầu dẫn ra máy bay. Sân bay này hiện có thể phục vụ 35 chuyến bay cùng lúc.

## Các hãng hàng không và tuyến bay
| Hãng hàng không                  | Các điểm đến |
| -------------------------------- | --- |
| Arkefly                          | Amsterdam [theo mùa] |
| Austrian Airlines                | Innsbruck, Salzburg [theo mùa], Vienna [theo mùa] |
| Condor Airlines                  | Berlin-Schönefeld, Düsseldorf, Frankfurt, Hamburg, Hanover, Munich, Stuttgart |
| Corendon Airlines                | Tel Aviv |
| Cyprus Turkish Airlines          | Birmingham, Ercan, London-Gatwick, London-Stansted, Manchester |
| EasyJet                          | London-Gatwick [theo mùa], Manchester [theo mùa] |
| Flyglobespan                     | Aberdeen [theo mùa], Edinburgh [theo mùa], Glasgow-International [theo mùa] |
| Freebird Airlines                | Aberdeen, Glasgow-International, Glasgow-Prestwick, London-Gatwick, Manchester, Newcastle |
| Jet2.com                         | East Midlands [begins 21 May], Leeds/Bradford [theo mùa], Manchester [theo mùa] |
| Jettime                          | Copenhagen |
| Martinair                        | Amsterdam |
| Onur Air                         | Amsterdam, Belfast, Birmingham, Bournemouth, Bristol, Cardiff, Durham Tees Valley, Edinburgh, Exeter, Glasgow-International, Istanbul-Atatürk, Leeds/Bradford, Liverpool [theo mùa], London-Gatwick, London Stansted [theo mùa], Manchester, Newcastle                                                                                            |
| Pegasus Airlines                 | Istanbul-Sabiha Gökçen, London-Gatwick, Manchester, Glasgow-International |
| Rossiya                          | St Petersburg |
| Thomas Cook Airlines             | Belfast-International [theo mùa], Birmingham [theo mùa], Cardiff [theo mùa], Doncaster/Sheffield [theo mùa], East Midlands [theo mùa], Edinburgh [theo mùa], Glasgow-International [theo mùa], Humberside [theo mùa], Leeds/Bradford [theo mùa], London-Gatwick, London-Stansted [theo mùa], Manchester, Newcastle [theo mùa], Norwich [theo mùa] |
| Thomas Cook Airlines Scandinavia | Billund, Copenhagen, Oslo-Gardermoen, Stockholm |
| Thomson Airways                  | Belfast-International, Birmingham, Bristol, Bournemouth, Cardiff, Doncaster/Sheffield, East Midlands, Exeter, Glasgow-International, London-Gatwick, London-Luton, London-Stansted, Manchester, Newcastle |
| transavia.com                    | Amsterdam, Eindhoven, Groningen, Rotterdam |
| TUIfly                           | Düsseldorf [theo mùa], Frankfurt [theo mùa], Hamburg [begins 3 May, seasonal], Hanover [theo mùa], Munich [theo mùa], Stuttgart [theo mùa] |
| Turkish Airlines                 | Ankara, Istanbul-Atatürk, Istanbul-Sabiha Gökçen |
| Ukraine International Airlines   | Kiev-Boryspil, Lviv |